# Brčigovo
Brčigovo (cyr. Брчигово) – wieś w Bośni i Hercegowinie, w Republice Serbskiej, w gminie Rogatica. W 2013 roku liczyła 50 mieszkańców.